# Болхуни
Болхуни (рос. Болхуны) — село у Ахтубінському районі Астраханської області Російської Федерації.
Населення становить 2029 осіб (2017). Входить до складу муніципального утворення Болхунівське сільське поселення.

## Історія
Населений пункт розташований на території українського етнічного та культурного краю Жовтий Клин. Від 1975 року належить до Ахтубінського району.
Згідно із законом від 6 серпня 2004 року органом місцевого самоврядування є Болхунівське сільське поселення.

## Населення
| 2002  | 2010  | 2012  | 2013  | 2014  | 2015  | 2016  |
| ----- | ----- | ----- | ----- | ----- | ----- | ----- |
| 2286  | ↘2202 | ↘2172 | ↘2126 | ↘2093 | ↘2079 | ↘2035 |
| 2017  |       |       |       |       |       |       |
| ↘2029 |       |       |       |       |       |       |